# A Fool and His Money (film, 1912)
Pour les articles homonymes, voir A Fool and His Money.
Pour plus de détails, voir Fiche technique et Distribution.
A Fool and His Money est un court métrage muet américain réalisé par Alice Guy, sorti en 1912. 
Lorsque ses acteurs blancs refusent d'apparaître à l'écran avec des acteurs noirs, la réalisatrice française Alice Guy (une pionnière du cinéma travaillant à l'époque aux États-Unis) réalise A Fool and His Money, en 1912,  considéré comme le premier film narratif avec une distribution entièrement afro-américaine. L'intrigue s'intéresse au désir de devenir riche et d'adopter un mode de vie luxueux,, mais intègre les stéréotypes racistes de la culture américaine de l'époque. Le film a été redécouvert à partir de bobines trouvées sur un marché aux puces et restaurées image par image.
Ce film dans le style de vaudeville a été donné à l'Institut américain du film (ou AFI : American Film Institute) et préservé au centre de conservation des films de la Bibliothèque du Congrès.

## Synopsis
Sam Jones, un jeune ouvrier noir, est rejeté par Lindy, la femme qu'il aime, en raison de sa pauvreté. Après avoir trouvé une grosse somme d'argent sur le trottoir, il acquiert de beaux vêtements, une voiture et des bijoux, et se met en tête de la reconquérir. Lindy accepte la demande en mariage de Sam. Sam organise une réception, dans laquelle il prévoit d'annoncer ses fiançailles. Mais au cours de la réception, il se fait escroquer lors d'une partie de poker truquée organisée par un rival. Lorsque Lindy apprend que Sam a été escroqué, elle  transfère son affection à l'homme qui détient désormais l'argent de Sam.

## Production
Comme pour beaucoup de productions Solax, l’attribution du film à Alice Guy reste incertaine (il est possible qu'Edward Warren en soit l'auteur) ; néanmoins, certains traits typiques du cinéma d'Alice Guy (le titre référant à un idiome ou à un mythe, ou le thème des méfaits du jeu d'argent) tendent à confirmer qu'elle en est la réalisatrice.

Selon un article de Ciné-journal (12 octobre 1912) décrivant le tournage du film, le choix d'un casting entièrement afro-américain viendrait du refus des acteurs blancs de jouer leurs amants :
« Mme. Blaché informe l'un des acteurs, Billy Quirck, que son rôle consisterait à faire la cour à une Vénus noire, et à l'une des actrices, Vinnie Burns, qu'elle serait la fiancée du roi du cake walk, un nègre [sic].

Mais Billy Quirck et Vinnie Burns, avec un touchant ensemble, déclarèrent péremptoirement : "Non, je ne marche pas !" et ils se retirèrent en faisant claquer des portes, considérant que ce serait pour eux un irrémédiable déshonneur que de se trouver accouplés avec des "gens de couleurs". »
Alison McMahan, historienne d'Alice Guy, associe ce film à la vague des « films raciaux » (« race films »), pour la plupart sortis entre 1915 et 1952 (avec un pic de production se situant entre 1921 et 1922) : ils s'agissait de films « destinés principalement au public noir qui [s'était] lassé des "bons vieux darkeys" et des "pickaninies" dansantes du cinéma grand public, et qui [avait] été scandalisé par le succès de Naissance d'une nation de D.W. Griffith. Ces spectateurs ont pu être ciblés d'une manière économiquement efficace parce que leurs séances étaient principalement limitées aux salles de cinéma entièrement noires, qui ont vu le jour après l'arrêt de la Cour suprême de 1897 imposant la ségrégation raciale ».

## Diffusion
La publicité résumant le film, parue dans The Moving Picture World du 5 octobre 1912, le présente comme une production satirique et raciste, à destination d'un public blanc :
« L'histoire est une comédie satirique qui traite des prétentions des gens de couleur. La façon dont ils essaient de singer et d'imiter leurs frères blancs constitue la base de l'histoire. Un ouvrier nègre entre soudainement en possession d'une grosse somme d'argent et tout s'emballe.»
Alison McMahan, constatant la différence entre le ton de cette publicité et le contenu réel du film, fait l'hypothèse que A Fool and His Money « a été conçu par Alice Guy et son équipe de production en pensant à un public Noir, mais que le texte de la publicité a été rédigé ultérieurement pour The Moving Picture World par le publicitaire de Solax, H.Z. Levine ».

## Réception contemporaine
La réalisatrice Ana Du Vernay juge le film « important » dans l'histoire des représentations de personnages de couleur, « indépendamment de son intention », tout en reconnaissant que « le film est définitivement de son temps », et qu'on ne peut « pas dire qu'il était entièrement progressiste ».

## Fiche technique
- Titre : A Fool and His Money
- Réalisation :	Alice Guy
- Scénario :
- Photographie :
- Montage :
- Producteur : Alice Guy
- Société de production :  Solax Film Company
- Société de distribution :  Film Supply Company
- Pays d'origine :   États-Unis
- Langue :  Anglais américain
- Métrage : 300 mètres
- Format : Noir et blanc — 35 mm — 1,33:1 — Muet
- Genre : Comédie
- Durée : 10 minutes
- Dates de sortie :
  - États-Unis : 11 octobre 1912

## Distribution
- James Russell : Sam Jones